# Pseudodorcus hydrophiloides
Pseudodorcus hydrophiloides es una especie de coleóptero de la familia Lucanidae.

## Distribución geográfica
Habita en el Territorio del Norte Australia.